# Skrzydła: The Best Of
Skrzydła: The Best Of – album kompilacyjny z utworami polskiego wokalisty Roberta Janowskiego, wydany 3 października 2008 roku nakładem wytwórni EMI Music Poland. Dwupłytowe wydawnictwo zawiera 29 piosenek podsumowujących 25-letnią karierę piosenkarza.
Kompilacja obejmuje zarówno twórczość solową wokalisty, jak i udział w grupach muzycznych ZOO, Oddział Zamknięty czy musicalu Metro.

## Lista utworów
Opracowano na podstawie materiału źródłowego.
CD1:
1. „Intro” – 0:44
2. „Więcej seksu” (wraz z grupą ZOO) – 3:30
3. „Koniec” (wraz z grupą Oddział Zamknięty) – 4:53
4. „Co mogę dać” – 4:20
5. „Zaproszenie” – 4:13
6. „Jestem dom” – 3:09
7. „Faceci” – 2:25
8. „Miłość” – 3:40
9. „Mury Jerycha” – 5:07
10. „Ten, którego kocham” (wraz z Katarzyną Skrzynecką) – 5:08
11. „Może zmieni się czas” – 4:13
12. „Metro” – 4:21
13. „Na strunach szyn” (wraz z Katarzyną Groniec) – 5:25
14. „A ja nie” (wraz z Edytą Górniak) – 6:40

CD2:
1. „Niewiele mam” – 3:54
2. „Wspomnienie dobrych chwil” – 3:10
3. „Dziwny sen” – 4:37
4. „Piję, żeby zapomnieć” – 5:45
5. „Tylko cisza” – 4:24
6. „Zamienię się w noc” – 2:49
7. „Ocalmy ją” – 4:14
8. „Niespełnień most” – 3:36
9. „Ziemia, taka mała cząstka” – 4:42
10. „Czas nie leczy wszystkich ran” – 3:54
11. „Znów jesteś ze mną” – 3:45
12. „W nas i wokół nas” – 4:31
13. „Kołysanka” – 2:46
14. „Powietrze” – 7:02
15. „Kto nigdy nie żył” – 3:14